# Le Pouce du panda
Le Pouce du Panda (The Panda's Thumb, en anglais), est un livre de vulgarisation scientifique de Stephen Jay Gould sorti en 1980. Il s'agit du second tome de la compilation des essais parus dans la chronique This view of life du mensuel Natural History.

## Composition
Le livre se décompose en 8 parties comprenant au total 31 chapitres.
- Prologue
- I. Perfection et Imperfection : Trilogie sur le pouce du panda
  - 1. Le Pouce du Panda
    - L'argument de ce premier chapitre est de montrer par deux exemples (le pouce du panda et le labelle de l'orchidées) que les structures biologiques relèvent plus du bricolage que de la création de "magnifiques machines qui  donneraient une image de la sagesse et de la puissance de Dieu" et que "les arrangements bizarres et les solutions cocasses sont la preuve de l'évolution".

  - 2. Des bizarreries porteuses d'histoire
  - 3. Un Doublé bien troublant
- II. Darwin & Cie
  - 4. Sélection naturelle et esprit humain : Darwin contre Wallace
  - 5. La voie moyenne de Darwin
  - 6. Morte avant de naître ou le nunc dimittis d'un acarien
  - 7. La tentation lamarckienne
  - 8. Groupes altruistes et gènes égoïstes
- III L'Évolution humaine
  - 9. Un hommage biologique à Mickey
  - 10. L'affaire de l'homme de Piltdown revue et corrigée
  - 11. Un grand pas pour l'humanité
  - 12. Au beau milieu de la vie...
- IV Science et politique des différences humaines
  - 13. Chapeaux larges et esprits étroits
  - 14. Le cerveau des femmes
  - 15. Le syndrome du docteur Down
  - 16. Les failles d'un monument victorien
- V Le rythme du changement
  - 17. Le caractère épisodique du changement évolutif
  - 18. Le retour du monstre prometteur
  - 19. Le grand débat sur les scablands
  - 20. Un quahog est un quahog
    - Ce chapitre met en évidence que la désignation des espèces dans une classification n'est pas arbitraire et ne relève pas d'un relativisme culturel. L'argument annoncé étant que la classification des espèces faites  par deux civilisations distinctes sont convergentes,  par exemple celle fait par une tribu de Papous et celle faite par Linné. En revanche cela n'est plus vrai pour les classifications au dessus de l'espèce (genre, ordre, etc.) qui elles relèvent de leurs utilités dans la civilisation (par exemple les mollusques comestibles sont tous appelés des "coquillages"). La division du règne animal en espèce n'est donc pas artificielle, comme le craignait Darwin : "Nous devons traiter les espèces comme de simples combinaisons artificielles inventées par commodité" et Lamarck : "En vain les naturalistes passent leur temps à décrire de nouvelles espèces [...]"
- VI Les débuts de la vie
  - 21. Un commencement précoce
  - 22. Ce vieux fou de Randolph Kirkpatrick
  - 23. Le Bathybius et l'Eozoön
  - 24. Pourrions-nous tenir dans une cellule d'éponge?
- VII Humiliés et offensés
  - 25. Les dinosaures étaient-ils stupides?
  - 26. Le bréchet révélateur
  - 27. Les étranges mariages de la nature
  - 28. Plaidoyer pour les marsupiaux
- VIII Taille et temps
  - 29. Ces durées de vie qui nous sont imparties
  - 30. L'attraction naturelle : bactéries, oiseaux et abeilles
  - 31. L'immensité du temps
- Bibliographie
- Index